# غدد رحمية
تتواجد غدد بطانة الرحم في شكل أنابيب مبطنة بنسيج طلائي عمادي بسيط في الجزء الوظيفي لبطانة الرحم.
File:Gray1169-ar.png| مقطع طولي [[غشاء مخاطي|للغشاء المخاطي المبطن لرحم الإنسان. (تظهر الغدد الرحمية في منتصف اليمين)
يختلف شكل تلك الغدد خلال الدورة الشهرية كالتالي:
- خلال طور التكاثر: تظهر الغدد الطمث في شكل طويل بسبب إفراز هرمون الاستروجين من قبل المبيضين.
- خلال الطور الإفرازي: تصبح الغدد الرحمية ملفوفة بشكل كبير مع تجويف واسع وتفرز إفرازات غنية بالغليكوجين.

تتزامن هذه التغييرات مع زيادة جريان الدم في الشرايين الحلزونية وزيادة إفراز هرمون البروجسترون من الجسم الأصفر.
- خلال الطور الأصفوري: ينخفض هرمون البروجسترون كما ينحل الجسم الأصفر، مما يؤدي إلى انخفاض تدفق الدم إلى الشرايين الحلزونية.

تتناخر الطبقة الوظيفية للرحم المحتوية على الغدد الرحمية ثم تنفصل عن بطانة الرحم في نهاية المطاف خلال طور الحيض من دورة الطمث.
تظهر الغدد الرحمية في حجم صغير في الرحم الغير المُلقح، لكنها لا تلبث بعد اللقاح إلا أن تستطيل وتكبر في الحجم وتأخذ شكل مموج محدد الشكل.

## الوظيفة
تعتبر غدد الرحم الصماء مسؤولة عن تخليق ونقل وإفراز المواد اللازمة لحياة ونمو الجنين والأغشية الجنينية.
تُأخذ بعض أفرازات الغدد الرحمية من قبل الكيس المحي المُبطن للتجويف خارج الجوفي خلال فترة الحمل، وربما قد تكون بتلك الطريقة تساعد في توفير الغذاء للجنين.

## صور إضافية

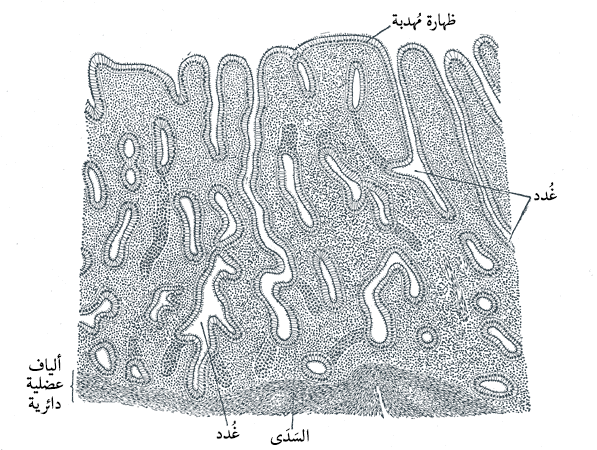
مقطع طولي [[غشاء مخاطي|للغشاء المخاطي المبطن لرحمالإنسان. (تظهر الغدد الرحمية في منتصف اليمين)
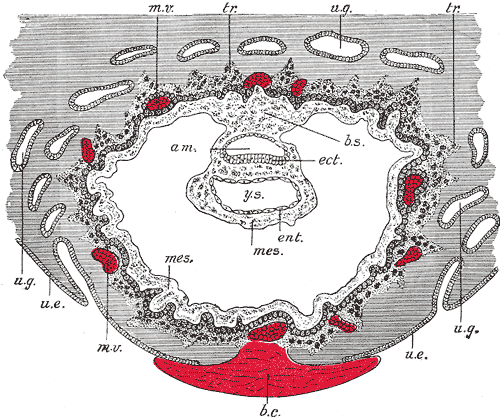
مخطط يظهر مقطع خلال البويضة بداخل رحم ساقط.
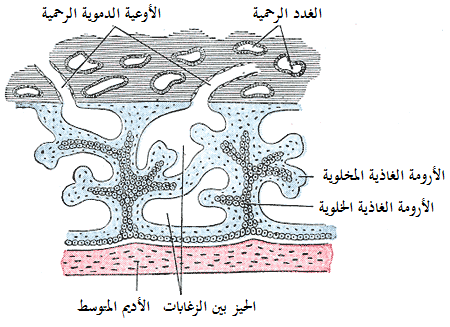
الزغابات المشيمية الأولية.
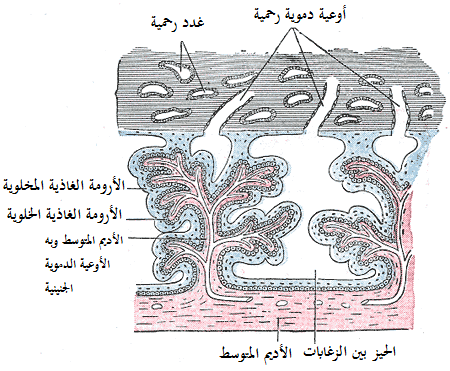
الزغابات المشيمية الثانوية.

## روابط خارجية
- علم الأجنة السويسري (من جامعة لوزان، وجامعة برن، وجامعة فريبورغ) gnidation/role02
- Histology at KUMC epithel-epith06
- صور تشريحيَّة: Reproductive/mammal/uterus1/uterus2 - علم الأعضاء المقارن في جامعة كاليفورنيا، ديفيس - "Mammal, uterus (LM, Medium)"
- مادة علم الأنسجة في جامعة إلينوي في إربانا-شامبين 1024

خيارات العرض الأولية
يُمكن استخدام وسيط |وضع= لضبط خيارات عرض القالب الأوليّة:
- |وضع=collapsed: {{غدد رحمية|وضع=collapsed}} لإظهار القالب مطويًّا، بمعنى إخفاء محتوياته ما عدا الشريط الخاص بالعنوان.
- |وضع=expanded: {{غدد رحمية|وضع=expanded}} لإظهار القالب ممتدًّا، بمعنى إظهاره كاملًا.
- |وضع=autocollapse: {{غدد رحمية|وضع=autocollapse}}
  - لإظهار القالب مطويًّا إلى شريط العنوان إذا وُجِد قالب {{وصلات قالب}}، أو قالب {{شريط جانبي}} أو أي جدول يستخدم متغيّر مطوي في الصفحة.
  - لإظهار القالب في وضع الممتد إذا لم يكن هنالك أي عنصر مطوي في الصفحة.

إذا كان وسيط |وضع= غير مضبوطٍ؛ فإن العرض الأولي للقالب يأخذ الوضع من وسيط |افتراضي= في القالب. وضع هذا القالب الحالي مضبوط على autocollapse.
- أدوات مساعدة: تفقد استخدام الوصلات للقالب